# Harraphidia harpyia
Harraphidia harpyia là một loài côn trùng trong họ Raphidiidae thuộc bộ Raphidioptera. Loài này được Steinmann miêu tả năm 1963.